# Лупан, Анна Павловна
Лупан, Анна Павловна (рум. Ana Lupan) (18 сентября 1922, с. Мигулены Резинский район, Молдавия — 23 февраля 1998, Кишинев, Молдавия) — молдавская советская писательница. Мастер литературы Молдавии (1995).

## Биография
Родилась 18 сентября 1922 года в крестьянской семье. В 1960 году окончила Высшие литературные курсы в Москве при СП СССР.

## Творческая деятельность
С 1953 года начала печататься.
В 1961 опубликовала роман «Где твои пахари, земля?» (на русский переведен в 1964 году), где описываются события времен Великой Отечественной войны.

## Награды
- Орден «Трудовая слава» (12 сентября 1997 года) — за особые заслуги в развитии и пропаганде национальной литературы, значительные достижения в творческой деятельности и высокое художественное мастерство[4].
- Орден Трудового Красного Знамени (1974 год).
- Медаль «За трудовую доблесть» (7 марта 1960 года) — в ознаменование 50-летия Международного женского дня и отмечая активное участие женщин Советского Союза в коммунистическом строительстве и их заслуги перед Советским государством по воспитанию молодого поколения, за достижение высоких показателей в труде и плодотворную общественную деятельность[5].
- Мастер литературы Молдавии (15 февраля 1995 года) — за большие заслуги в развитии национальной литературы, создание высокохудожественных произведений[6].